# Stanjantsi
Stanjantsi (bulgariska: Станянци) är ett distrikt i Bulgarien.   Det ligger i kommunen Obsjtina Vărbitsa och regionen Sjumen, i den östra delen av landet, 270 km öster om huvudstaden Sofia.
I omgivningarna runt Stanjantsi växer i huvudsak lövfällande lövskog. Runt Stanjantsi är det glesbefolkat, med 20 invånare per kvadratkilometer.